# Mathias Deppisch
Mathias Deppisch (* 14. Juni 1979 in Eutin) ist ein ehemaliger deutscher Handballspieler, der mittlerweile als Handballtrainer tätig ist.

## Karriere
Deppisch begann das Handballspielen bei der Lübecker Turnerschaft. Nachdem der Linkshänder anschließend für den TSV Eintracht Groß Grönau aufgelaufen war, schloss er sich im Jahre 1997 der A-Jugend vom VfL Bad Schwartau an. Zusätzlich lief er in der Saison 1997/98 für die 2. Mannschaft vom VfL Bad Schwartau in der Oberliga auf.
Deppisch wechselte 1998 zum VfL Fredenbeck, mit dem er in der 2. Bundesliga auflief. In der Saison 2000/01 stand er beim Zweitligisten HSG Mülheim-Kärlich/Bassenheim unter Vertrag. Anschließend spielte der Außenspieler beim Regionalligisten Wermelskirchener TV. Ab 2003 lief er für den Zweitligisten SG Solingen auf. Zwei Jahre später wechselte Deppisch zum Regionalligisten TV Korschenbroich, mit dem er zwei Mal in die 2. Bundesliga aufstieg. Im Oktober 2016 löste er seinen Vertrag auf.
Deppisch lief zusätzlich für die deutsche Polizei-Nationalmannschaft auf, mit er 2008, 2012 und 2016 die Europameisterschaft gewann.
Deppisch war ab dem September 2012 beim TV Korschenbroich als Jugendkoordinator tätig. Ab Februar 2017 bis zum Mai 2019 übte er diese Tätigkeit beim MTV Lübeck aus. Seit dem Mai 2018 ist er im Besitz der A-Lizenz. In der Saison 2019/20 war er beim Zweitligisten VfL Bad Schwartau als Co-Trainer tätig. Anschließend übernahm er ein Jugendtraineramt beim MTV Lübeck.